# Maurice Podoloff
Maurice Podoloff (18 de agosto de 1890 - 24 de novembro de 1985) foi um advogado e administrador de basquetebol e hóquei no gelo estadunidense. É conhecido por ser o primeiro presidente da maior empresa de basquete do mundo, a National Basketball Association (NBA), servindo-a entre 1946 (ainda como Basketball Association of America) até 1963. Em sua homenagem, o troféu NBA Most Valuable Player Award também é reconhecido como "Troféu Maurice Podoloff".